# Peter Harms Larsen
Peter Harms Larsen (født 4. august 1943, død 31. juli 2018) var en dansk journalist, professor og direktør.
Peter Harms Larsen var i 1972 med til at etablere Roskilde Universitet og var i 1978 med til at udvikle universitetets kommunikationsuddannelse. Han blev senere tilknyttet som ekstern lektor.
Som forsker har Peter Harms Larsen blandt andet gjort sig bemærket ved sjælden forskning i sproget som bevismateriale i retssager. I en undersøgelse fra 1973 om forholdet mellem det juridiske begreb ”offentlig tilskyndelse til forbrydelse” og hvad der i sproglig forstand kan tælle som en sådan tilskyndelse, bidrog han med en systematik til at analysere kriminelle sproghandlinger på. Her inddrog han både semantik og pragmatik.
Efter at have arbejdet som uddannelseskonsulent i DR og som lektor i dansk på Handelshøjskolen i København, kom han i 1992 til TV 2 Øst som administrerende direktør. Her var han med til at bringe den regionale tv-station på økonomisk ret kurs, ligesom stationen under hans ledelsen gik fra at have ringe seertal til at have de bedste blandt TV 2-regionerne sammen med TV Midtvest.
Han forlod direktørstillingen i 1998 for at blive professor i journalistik på Syddansk Universitet, hvor han beskæftigede sig med at udvikle universitets journalistuddannelse.
Han skrev desuden flere bøger om journalistik, heriblandt De levende billeders dramaturgi fra 2003.
Peter Harms Larsen døde efter længere tids sygdom.